# Saki Hasemi
Saki Hasemi (長谷見 沙貴?, Hasemi Saki; Chiba, 25 ottobre ...) è un fumettista e scrittore giapponese.
È famoso in patria grazie alla sua opera, creata in collaborazione con Kentarō Yabuki, chiamata To Love-Ru, un manga settimanale pubblicato sullo Shōnen Jump. Da aprile 2008 ne è stato ricavato un anime che è iniziato il 3 aprile 2008 ed è finito il 25 settembre dello stesso anno.
Precedentemente a questa serie, Saki ha curato le illustrazioni di vari videogiochi ed anime: un esempio sono il gioco di Ojamajo Adventure ~ Naisho no mahō o la serie di Black Cat, manga scritto e illustrato da Kentarō Yabuki, con il quale successivamente darà vita a To Love-Ru.

## Opere

### Manga
- To Love-Ru (2006-2009)[1]
- To Love-Ru Darkness (2010-2017)[4]
- Star + One! Next Generation♪ (2013-2014)
- GT-giRl (2020-in corso)[5][6]

### Anime
- Sugar Sugar Rune, sceneggiatore degli episodi 5, 12, 21 e 36
- Black Cat, sceneggiatore degli episodi 3-5, 9, 13-14 e 18-19
- PPG Z - Superchicche alla riscossa, sceneggiatore degli episodi 2, 12, 23, 25, 41 e 48
- Pinky Street, sceneggiatore
- Moetan, sceneggiatore

### Videogiochi
- Little Buster Q, illustrazioni
- Ojamajo Adventure ~ Naisho no mahō, illustrazioni